# フランクリン (マサチューセッツ州)
フランクリン（英: Franklin）は、アメリカ合衆国マサチューセッツ州のノーフォーク郡にある都市。人口は3万3261人（2020年）。市の形態の政府を採ると申請し認められたものの、市名の中に「町」を残すことを選ぶ州内14市の1つである。市内には国内初の図書館があり、ベンジャミン・フランクリンが寄付した最初の本を蔵している。ボストン大教区の中では最大のカトリック教区があり、セントメアリーズ・カトリック教会の教徒数は15.000人ほどいる。

## 歴史
フランクリンにヨーロッパ人が初めて入植したのは1660年であり、アメリカ独立戦争の間に公式に町として法人化された。町の領域は1778年2月16日にレンサムの西部から作られた。法人化されたときの町名はエクセターだった。しかし、町民が政治家ベンジャミン・フランクリンにちなんでフランクリンと呼ばれることを選び、国内に多くあるフランクリンという自治体の中でも最初のフランクリン町になった。
町の教会の尖塔にベンジャミン・フランクリンが鐘を寄付してくれることを期待していたが、フランクリンはその代わりに116冊の本を寄付した。これらの本を誰が読むことを認められるか議論が始まった。1790年11月20日、本はその時に運営を始めたばかりの図書館から住民に無料で貸し出されることが決められた。レイ記念図書館の建物は1904年に完成した。図書館創立から200年となった1990年、館員が『マサチューセッツ州フランクリンにあるアメリカで初の公共図書館の歴史、1790年-1990年』と題する小冊子を出版し、アメリカで初の公共図書館の蔵書を祝った。
フランクリン市はアメリカの公共教育の父ホーレス・マンの誕生地である。また市内には国内最古であり連続して利用されている教室が1つだけの校舎と考えられるものがある（ニューハンプシャー州クロイドンの学校に1780年のものがあるが、真に教室が1つだけであるかについては異論がある）。そのレッドブリック学校は1792年に始まっており、校舎は1833年の建設だった。校舎としての運営は2008年まで続けられた。フランクリン市中央にあり、建築家マシュー・サリバンが建設したセントメアリーズ・カトリック教会は、ボストン大教区の中では最大の教区であり、教徒数は15.000人ほどいる。

## 郡対町
フランクリン町はノーフォーク郡に属している。マサチューセッツ州内にはフランクリン郡もあるが、位置的には離れている。州内には郡名と同じ名前の都市または町が多いが、その多くは同名の郡に属しているので（バーンスタブル、エセックス、ハンプデン、ナンタケット、ノーフォーク、プリマス、ウースターの各市町）、フランクリンは特異である。

## 地理
フランクリン市は北緯42度5分 西経71度24分 / 北緯42.083度 西経71.400度 (42.0891, -71.4069)に位置している。
アメリカ合衆国国勢調査局に拠れば、市域全面積は27.0平方マイル (70 km2)であり、このうち陸地26.7平方マイル (69 km2)、水域は0.3平方マイル (0.78 km2)で水域率は1.1%である。
フランクリン市の大半はチャールズ川流域にある。主要な河川にはマイン、シェパーズ、ミラー、アンカス、ディックス、ミスコーの各ブルックがある。マイン・ブルックに沿った湿地の多くはアメリカ陸軍工兵司令部の自然バレー貯蔵プロジェクトによって恒久的に保護されている。フランクリン市南西部の隅はブラックストーン川の流域に入る。フランクリン貯水池と呼ばれる一連の湖群に水を湛えているが、上水道に使われていない。これら湖群はアーネスト・デルカートから市に寄付された解放空間として保護されている。ビーバー池も市のレクリエーション地域であり、人工芝の遊戯とレクリエーションの広場や遊技場がある。夏には人気ある水泳と釣りの場所になる。湖浜はバレーボールにも使われている。フランクリン州有林や市有林がかなりの面積を占めている。

## 気候
フランクリンの気候はマサチューセッツ州東部に典型的なものであり、冬と夏の温度差が大きい。1月の平均最高気温は34°F (1 ℃)、平均最低気温は19°F (-7 ℃) である。冬の積雪量は約50インチ (125 cm) であり、降雪量は年によって差が大きい。1988年から1989年の冬には12インチ (30 cm) しか降らなかったものが、1995年から1996年の冬は記録破りの125インチ (313 cm) となった。
ノーイースターの風が吹くことが多い。雨と雪を分ける線に近く、その線によって降雪量が大きく変わる。フランクリンから10ないし20マイル (16 - 32 km) 南のトーントンではかなり雪が少ないことがあり、北のホプキントンではかなり多いことがある。海岸に近いボストン市やロードアイランド州プロビデンスでは暖かい大洋の空気の影響を受けるのと比べて、フランクリンはやや内陸にあるので通常の吹雪でも多くの降雪がある。
春は5月の半ばまで霜が降りることがあり、大西洋から内陸に動く寒冷前線は冷たい空気を運んで来るので霧になることがある。この前線の影響で、5月や6月の午後でも気温が80°F (27 ℃) 台から60°F (16 ℃) 台まで落ちることがある。5月下旬の通常の気温は70°F (21 ℃) 以上であることが多い。
夏は概して快適である。大洋性の高湿度と雷雨は発生する。7月の平均最高気温は80°F (27 ℃) 台前半であり、平均最低気温は60°F (16 ℃) 台前半である。秋には乾燥し、昼は温暖、夜は冷涼である。霜が降りるのは平均して10月15日からであり、紅葉が最盛期になるのはコロンブス・デー（10月の第2月曜日）の週末頃である。初雪は11月下旬頃であり、約40%の確率でホワイト・クリスマスになる。
近年の異常な気温として、2011年1月の-14°F (-26 ℃) から2011年7月の101°F (38 ℃) があった。この年はニューイングランドで異常な高湿度を記録した暑い夏の後の年だった。2010年から2011年の冬は特に積雪量が多かった。1月から3月第1週まで3フィート (90 cm) 近い根雪があった。その年の積雪量は92インチ (234 cm) であり、平年のほぼ2倍だった。対照的に2011年から2012年の冬は異常なほど温暖であったが、2012年から2013年、2013年から2014年の冬は寒く、雪も多かった。

## 人口動態
以下は2010年国勢調査による人口統計データである。
| 基礎データ - 人口: 31,852 人 - 世帯数: 10,866 世帯 - 家族数: 7,877 家族 - 人口密度: 426.8人/km2（1,105.4 人/mi2） - 住居数: 10,327 軒 - 住居密度: 149.1軒/km2（386.2 軒/mi2） 人種別人口構成 - 白人: 92.8% - アフリカン・アメリカン: 1.4% - ネイティブ・アメリカン: 0.15% - アジア人と太平洋諸島系: 3.83% - その他の人種: 0.29% - 混血: 1.4% - ヒスパニック・ラテン系: 2.0% 年齢別人口構成 - 18歳未満: 28.5% - 18-24歳: 6.5% - 25-44歳: 35.1% - 45-64歳: 19.9% - 65歳以上: 9.4% - 年齢の中央値: 35歳 - 性比（女性100人あたり男性の人口） - 総人口: 96.1 - 18歳以上: 93.4 | 世帯と家族（対世帯数） - 18歳未満の子供がいる: 44.6% - 結婚・同居している夫婦: 66.4% - 未婚・離婚・死別女性が世帯主: 8.5% - 非家族世帯: 22.4% - 単身世帯: 18.3% - 65歳以上の老人1人暮らし: 6.7% - 平均構成人数 - 世帯: 2.80人 - 家族: 3.29人 収入と家計 - 収入の中央値 - 世帯: 81,826米ドル（2008年推計では89,659ドル） - 家族: 92,066米ドル（2008年推計では101,900ドル） - 性別 - 男性: 58,888米ドル - 女性: 36,557米ドル - 人口1人あたり収入: 27,849米ドル - 貧困線以下 - 対人口: 3.6% - 対家族数: 2.2% - 18歳未満: 2.8% - 65歳以上: 5.2% |

## テーマソング
フランクリン住人の音楽教師ジェイムズ・H・バーレットが作曲した市のテーマソングがある。『フランクリン町と呼ばれる市』という題でありフランクリンの多くの特徴を歌っている。図書館、1教室の校舎、ホーレス・マンの誕生地などが盛り込まれている。

## 教育
フランクリン公共教育学区には、小学校6校、中学校2校、高校1校が入っている。その他に地域職業訓練校とチャータースクール各1校がある。中学校は全て他の小学校と校舎を分け合っている。
フランクリン高校は新しい校舎を建設し、2014年に古い校舎を解体した。新しい校舎には現代的なアクセスの良い教室、科学実験室、統合技術、芸術劇場がある。
レッドブリック学校は市の歴史ある学校である。厳密には幼稚園であり、アメリカでも最も長く運営されている教室1室の校舎だった。その公立学校としての特質は、雑誌「ファミリーサークル」がフランクリンをアメリカで子供を育てるために最良の町10傑に挙げた理由である。
市内には1865年に設立されたディーン・カレッジがあり、私立の寄宿学校であり、学生数は約1,100人である。多くの科目で准学士号を出し、学生の98%は4年制大学への進学を認められている。芸術と娯楽の管理、心理学、社会学、歴史学、英語、経営学、舞踏、教養、演劇では学士号を出している。

## スポーツ
フランクリンには多くのスポーツチームがある。大衆のレクリエーションのために、野球、サッカー、バレーボール、ラクロス、フィールドホッケー、アイスホッケー、陸上競技、フットボール、フラグフットボール、バスケットボール、メトロバスケットボール、ソフトボール、ベーブルース野球、レスリングの機会を提供している。レクリエーション用ハイキングのための多くのトレイルや、フランクリン州有林内のトレイルがあり、モーター無しのマウンテンバイクに認められており、またモーター付き2輪オフロードバイクに認められているトレイルもある。1967年から2000年、クライン・インスブルックと呼ばれる小さなスキー場もあった。
フランクリン高校のスポーツチームはディビジョン1のホックモック・リーグに属している。ライバル校は隣接するレンサムのキングフィリップ地域高校である。

## 見どころ
フランクリン公共図書館はアメリカで最初の公共図書館である。現在は1904年建設の建物であり、花崗岩と大理石の階段、読書室にはフレスコ壁があり、現在もベンジャミン・フランクリンが寄付した当時の本が収納されている。通り向かいにディーン・カレッジがあり、ゴシック建築で歴史ある体育館がある。
町の歴史委員会のためになされたフランクリン中心の測量によると、フランクリン・コモン歴史地区には、74の歴史的に意義のある建物がある。1780年以前の家屋が多く、1710年から当初の形に近く残されているソールトボックスもある（前が2階建て、後ろが平屋の木造家屋）。1780年建設の家屋で、1840年にユニオン通りに移設されたものがある。次に古いのは1830年に建設された家屋である。1900年以前ならば32軒あり、ウェストセントラル通りにある旧町役場は1842年の建設である。
フランクリン歴史地区の一端に小さなレッドブリック学校がある。その校舎はアメリカ合衆国で今も機能している教室1つだけの公立学校として最古のものである。2008年には175周年を祝った。フランクリン・タウンコモンには東屋があり、コモン周りに幾つかの寄付品がある。タウンコモンにあるレンガ造りの野外ステージは1917年に除幕され、ヘイワード家が寄付した。毎夏コンサートや独立記念日の祝賀行事がコモンで開催されている。4日間の家族向け祭であるフォースト・オブ・セントロッコは8月半ばに開催され、セントメアリーズ・カトリック教会が後援している。
中心街には幾つかのレストランやバーがある。ユニオン通りの街路は以前に赤、白、緑に塗られ、市のイタリアから受け継いだ文化遺産を表現していた。そのゼオトロープは昔のスタイルの映画館であり、解体されるまではフランクリンの語り草の対象になっていた。
ビーバー池には人工芝の遊戯とレクリエーション広場および遊技場がある。夏には人気ある水泳と釣りの場所になる。その浜はバレーボールの試合にも使われている。
市内には産業革命の名残が残っている。近年まで放棄された工場が鉄道線の傍に立っていた。古い工場棟が共同住宅に転換され、その近くの建物は、フランクリン・ミルストアなど様々な多目的商業施設になっている。その対面にあるブルックデールミルは、大規模レストランのインコントロに転換された。ヘイワード通りの4番目の工場は大規模ショッピングセンターに転換された。

## 交通
フランクリンには州間高速道路495号線が通っており、州道140号線とキング通りにある2つの出入り口から乗ると、ボストンやプロビデンスに容易に行くことができる。ボストン南駅からのマサチューセッツ湾交通局通勤鉄道は、フランクリンラインのフォージパーク/495駅とディーン・カレッジ駅から利用できる。
フランクリンと周辺の町にはバス便も走っており、グレーター・アトルボロ・トーントン地域交通局の管轄である。市内には市役所ビル、高齢者センター、公共図書館、フランクリンビレッジ・ショッピングセンターなど多くの停留所がある。

## 著名な出身者
- ホーレス・マン、教育者、フランクリン生まれ
- トム・ブレイディ、NFLアメリカンフットボール選手、ニューイングランド・ペイトリオッツ、短期間だがフランクリンのチェスナットリッジ集合住宅に住んでいた